# Betzendorf
Betzendorf ist eine Gemeinde im Landkreis Lüneburg in Niedersachsen.

## Geografie
Betzendorf liegt zwischen den Naturparks Lüneburger Heide und Wendland.Elbe. Die Gemeinde gehört der Samtgemeinde Amelinghausen an, die ihren Verwaltungssitz in der Gemeinde Amelinghausen hat.
Die Ortsteile der Gemeinde sind:
- Betzendorf
- Drögennindorf
- Glüsingen
- Tellmer
- Holtorf

## Geschichte

### Ortsentwicklung
Spätestens seit der Jungsteinzeit ist das Gebiet der Dörfer der Gemeinde Betzendorf besiedelt.
Zahlreiche Funde dieser Zeitstellung befinden sich in der Sammlung des Lüneburger Museums, einige Steinäxte aus jener Epoche befinden sich in örtlichem Privatbesitz.
Urkundlich in die Zeit vor dem Jahre 1000 ist lediglich der Nachbarort Tellmer zu datieren (988).
Das dem Adelshof Barkhof zugehörige Kirchenpatronat hatte ursprünglich die Familie von Oedeme inne; ihre Besitzungen wurden erst zwischen 1368 und 1378 zum größten Teil vom Kloster Ebstorf aufgekauft, in Betzendorf sind später die Grotes begütert. Besitz des Bistums Verden ist noch 1252 in allen Orten der heutigen Gemeinde Betzendorf nachzuweisen.
Für das einstige Vorhandensein einer Befestigung im Ort spricht u. a. auch der wehrhafte Rundturm der Betzendorfer Kirche, die dem Adelshof genau gegenüberliegt.
Offensichtlich wurde der Betzendorfer Barkhof – ebenso wie der heute nicht mehr existente Nachbarort Hillersbüttel – Opfer einer der zahlreichen spätmittelalterlichen Fehden zwischen der Landesherrschaft und der aufstrebenden Stadt Lüneburg.
Am 1. März 1974 wurden die Gemeinden Drögennindorf, Glüsingen und Tellmer eingegliedert.

### Ältestes Bauernhaus

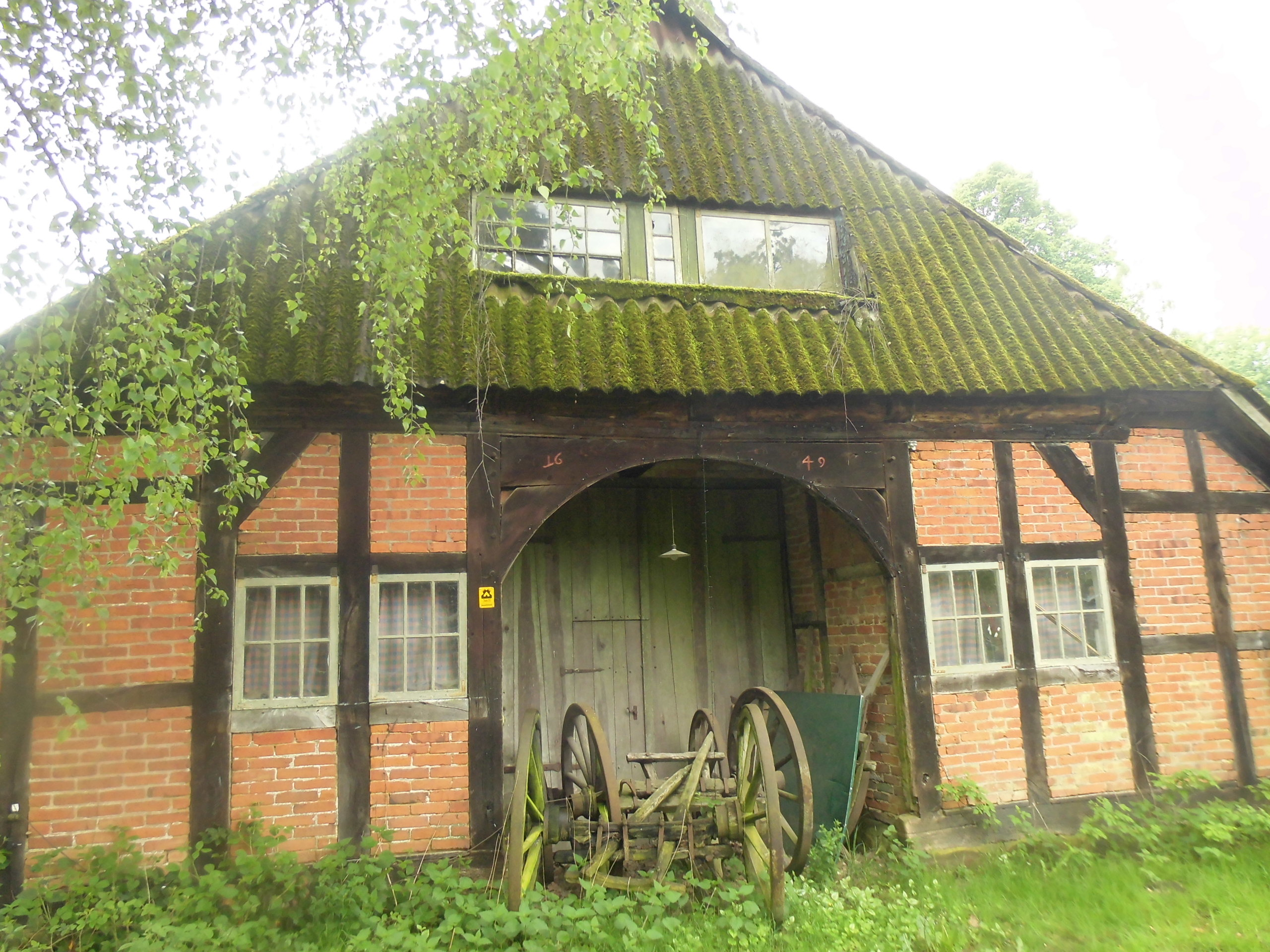
Wirtschaftsgiebel des Bauernhauses

Auf dem Anwesen Glüsingen 4 (Lichtheideheim) steht mit einem alten Fachwerkhaus das um 1540 erbaute älteste Bauernhaus im Landkreis Lüneburg und der Lüneburger Heide. Der Wirtschaftsgiebel und das Kammerfach (am gegenüber liegenden Ende) wurden 1648 angefügt. Die Erforschung und Dokumentation erfolgte durch den Gefügeforscher Klages. 2017 erfolgten Renovierungsarbeiten. Das Haus und eine benachbarte Remise gehörten zum Lichtschulheim Lüneburger Land.

### Lichtschulheim Lüneburger Land
In Glüsingen wurde 1927 das Lichtschulheim Lüneburger Land als höhere Schule für Knaben und Mädchen von dem Studienrat und Anhänger der Freikörperkultur Martin Fränzel gegründet. Seine Besonderheit war die Integration der Freikörperkultur in die pädagogische Konzeption. Neben der aufzubauenden Schule wurde ein vegetarisches Ferienheim betrieben.
Der Intention von Martin Fränzel folgend, betreiben seine Nachfahren auf der Anlage das Lichtheideheim.

### Glüsinger Backofen
1994 erfolgte die Ausgrabung eines mittelalterlichen Backofens in Glüsingen. Dabei wurden zahlreiche Scherben des frühen Mittelalters gefunden. Sie markieren den Beginn der Ofenanlage und wahrscheinlich auch das Entstehungsdatum des Dorfes. Im Lichte dieser Grabungsfunde ist auch die mutmaßliche Gleichsetzung des 1104/05 erstmals erwähnten (und in Niedersachsen mehrfach vorhandenen) Ortes Glüsingen mit dem gleichnamigen Ort der Gemeinde Betzendorf weiter erhärtet worden. Im Vergleich zu den bisher ergrabenen Backofenbefunden aus Norddeutschland zeigt das Glüsinger Exemplar sehr gute Datierungsmöglichkeiten auf und ist als wichtiger Fundplatz des Mittelalters im Landkreis Lüneburg anzusehen; einer Epoche, die bisher nur in größerem Umfang in Bardowick archäologisch erschlossen wurde.

### Grenzhügel
Ende der 1990er Jahre wurde eine Reihe von kleineren Hügeln bekannt, die sich unweit des Ortes im Randbereich des Süsingwaldes befinden. Höchstwahrscheinlich handelt es sich bei mindestens einem der Hügel um ein Exemplar, das im Jahre 1570 aus Anlass von Grenzstreitigkeiten in ein System von sogenannten Grenz- bzw. Schnedehügeln einbezogen worden war. Die Hügel gehörten zu einem Grenzsystem zwischen der Vogtei Amelinghausen und dem Amt Ebstorf, zu dessen Kloster, basierend auf älteren Rechten, der größte Teil des Süsingwaldes seit dem Ende des 12. Jahrhunderts gehörte. Eine 2001 durchgeführte Ausgrabung bestätigte die Vermutung. Es konnte der Rest einer Steinbefestigung dokumentiert werden, mit der der Rand des Hügelkörpers befestigt worden war; ein nahezu quadratischer Findling diente wahrscheinlich als zusätzliche Markierung. Offensichtlich wurde der Hügel im Umfeld älterer Befunde errichtet, die bei seiner Anlage zerstört wurden. Im aufgeschütteten Hügelkörper konnten Abschläge aus Feuerstein und Keramikscherben grober Machart geborgen werden. Lesefunde aus der unmittelbaren Umgebung des Hügels bestätigten die Vermutung, dass es sich um Reste von Siedlungskeramik (Vorratsgefäße) handelt, die bisher nur allgemein als eisenzeitlich datiert werden können.
In Betzendorf selbst wurden frühmittelalterliche Funde auf dem Gelände des sogenannten Barkhofes und in dessen Randbereich auf dem sogenannten Ziegenberg entdeckt.

## Politik
Die Gemeinde Betzendorf gehört zum Landtagswahlkreis Lüneburg und zum Bundestagswahlkreis Lüchow-Dannenberg – Lüneburg.

### Gemeinderat
Die Gemeinde Betzendorf hat einen elfköpfigen Gemeinderat. Die Ratsmitglieder werden durch eine Kommunalwahl für jeweils fünf Jahre gewählt.
Bei der Kommunalwahl 2021 ergab sich folgende Sitzverteilung:
| Gemeinderat 2021Insgesamt 11 Sitze - SPD: 2 - Grüne: 2 - WGZ: 3 - CDU: 4 |

### Bürgermeister
Bürgermeister ist Winfried Geppert.

## Kultur und Sehenswürdigkeiten

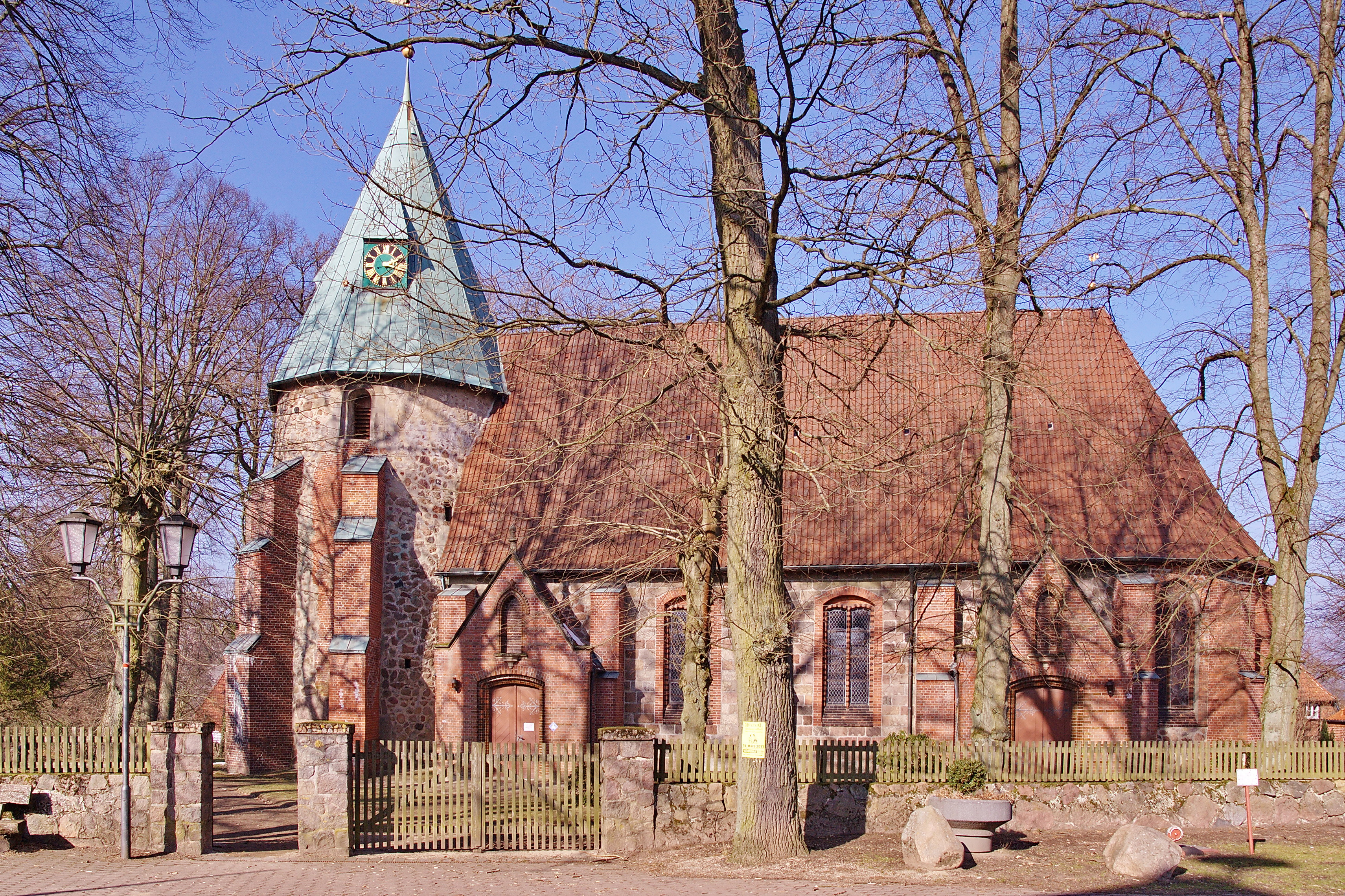
St.-Peter-und-St.-Paul-Kirche

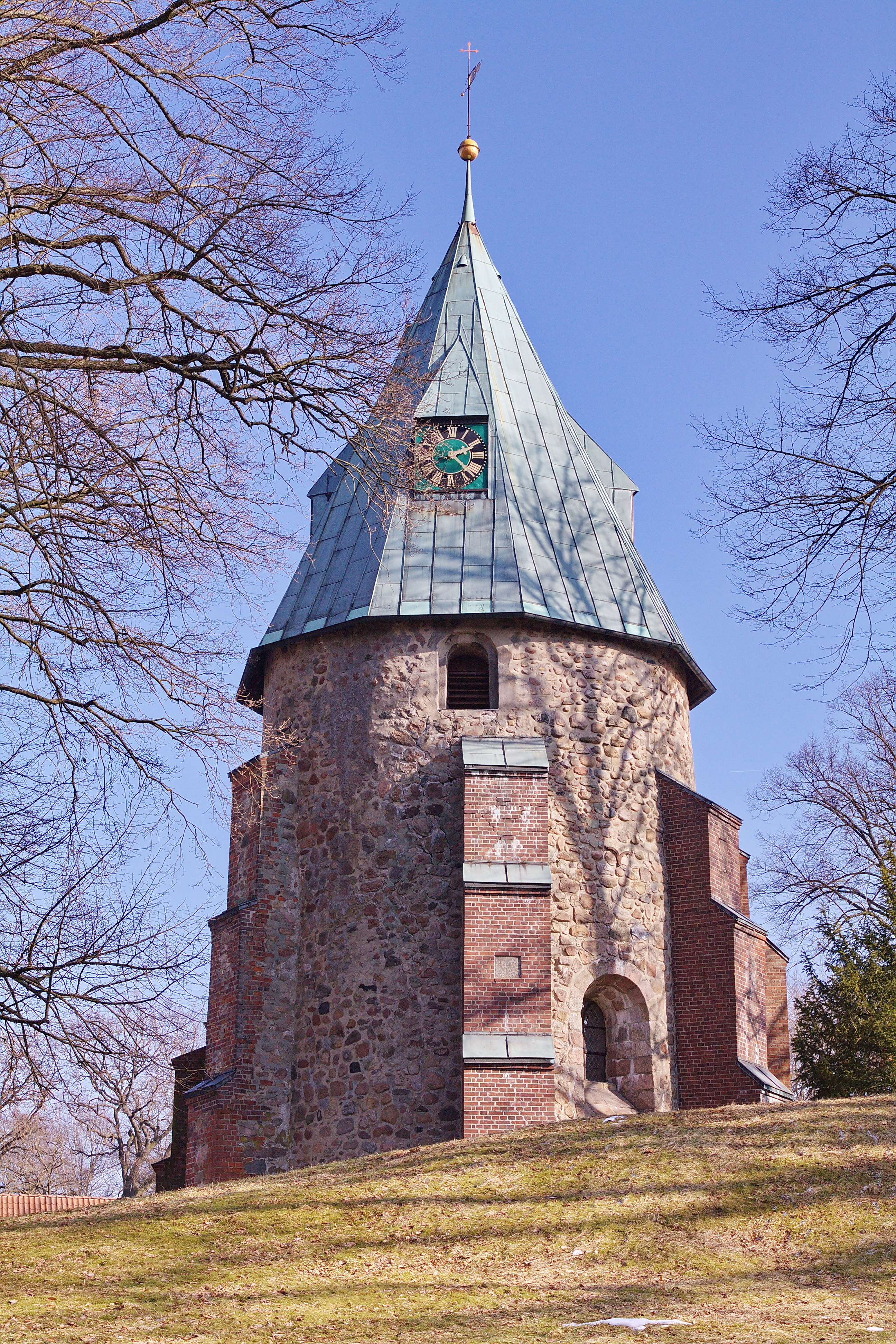
Turm der Kirche

Die St.-Peter-und-Paul-Kirche ist mit ihrem runden Turm das Wahrzeichen Betzendofs. Das Errichtungsdatum der Wehrkirche wurde bereits um 800 gesehen, ist jedoch unbelegt und unbestimmt. In der Kirche befindet sich ein heute zugemauerter Geheimweg zu dem unter der Kirche befindlichen Grabgewölbe. Die Kirche wurde also gleichzeitig als adelige Familiengrablege benutzt. Der Betzendorfer Kirchturm ist der romanischen Zeit zuzuordnen.
In Glüsingen und in Betzendorf sind die Überreste zweier Steingräber zu besichtigen, Hügelgräber der Bronzezeit finden sich an verschiedenen Stellen in den Gemarkungen der einzelnen Dörfer.
Bisher konnte in der Gemarkung Glüsingen bzw. Tellmer ein ältereisenzeitlicher Urnenfriedhof ermittelt werden; in der Gemeinde Betzendorf befindet sich ferner ein ca. ursprünglich 600 Bestattungen umfassender Urnenfriedhof bei Drögennindorf.

## Wirtschaft und Infrastruktur

### Öffentliche Einrichtungen
Der Ortsteil Betzendorf verfügt über eine Freiwillige Feuerwehr mit 3 Fahrzeugen und einem Anhänger. Ortsbrandmeister ist Dirk Eilmann. Die Ortsteile Drögennindorf und Tellmer verfügen jeweils ebenso über eine Freiwillige Feuerwehr. Die benannten Feuerwehren sind Ortswehren der Samtgemeinde Amelinghausen.

### Tourismus
In der Straße „Im Dorfe“ liegt der „Landgasthof Heidetal“. Er verfügt über einen Hotelbetrieb und ein Restaurant, in dem regionale Küche serviert wird.
In Betzendorf existiert die sogenannte „Küsterscheune“. In dieser finden regelmäßig kulturelle Events statt.
Auf dem Gelände des ehemaligen Lichtschulheims Lüneburger Land bietet das Lichtheideheim in Glüsingen Camping- und Hütten-Urlaubsmöglichkeiten für Naturisten und FKK-Anhänger.
Das angrenzende weitläufige Waldgebiet Süsing wird seit Jahrzehnten zum Nacktwandern genutzt.

### Verkehr
Betzendorf liegt südlich der Bundesstraße 209, die von Lüneburg nach Soltau führt. Die Kreisstraße 8 ist die als „Dorfstraße“ bezeichnete Hauptstraße des Ortes. Betzendorf liegt nahe der Bahnstrecke Lüneburg–Soltau, in Drögennindorf befindet sich der Bahnhof.

## Persönlichkeiten

### Ehrenbürger
Fritz Lemke war 15 Jahre Bürgermeister und davor stellvertretender Bürgermeister der Gemeinde Betzendorf.

### Söhne und Töchter der Gemeinde
- Heinrich Cordes (1813–1892), Südindien-Missionar
- Helmut Hoffmann (* 1956), bekannt als Hans-Hermann Thielke; Komiker und Kabarettist